# Xanny
«Xanny» (стилизовано под строчные буквы) — песня американской певицы Билли Айлиш из дебютного студийного альбома When We All Fall Asleep, Where Do We Go? (2019). Она была написана Айлиш и её братом Финнеасом О’Коннеллом, который также продюсировал песню. Песня была сертифицирована золотом в Канаде и достигла 35-й позиции в американском чарте Billboard Hot 100. Она также достигла высшей позиции под номером 10 в Австралии, 26 в Канаде, 22 в Новой Зеландии, 35 в Норвегии, 32 в Швеции, 48 в Нидерландах, 91 в Италии и 189 во Франции.

## История
Название песни относится к препарату Ксанакс. Айлиш рассказала The Guardian о прославлении употребления наркотиков, особенно когда речь заходит о подростках и молодёжи. Она показала, что тема близка к её сердцу и что песня не обязательно говорит людям не принимать наркотики, а скорее оставаться в безопасности, заявив: «Я больше не хочу, чтобы мои друзья умирали».
Айлиш была вдохновлена написанием «Xanny» после посещения вечеринки, на которой её друзей «рвало, но они продолжали пить больше», следовательно, становясь «совершенно не тем, кем они были». Во время записи песни Айлиш и её брат создали звук, вдохновлённый девушкой, выдувающей сигаретный дым в лицо бывшего вместе с барабанной установкой и джазовой петлёй, чтобы воспроизвести ощущение «пассивного курения». «Если вы просто сидите в комнате и слушаете эту песню, хор как бы бросается на вас. Например, я в их подержанном дыму», — сказала Айлиш MTV. Айлиш цитирует Фрэнка Синатру, Джонни Мътиса, Фрэнка Оушена, Майкла Бубле и песню «So Sorry» от Файст в качестве влияния на написание и производство песни.

## Музыкальное видео и лирика
5 декабря 2019 года на видеохостинг YouTube на официальном канале Билли Айлиш был выложен клип на «Xanny», режиссёром которого выступила сама автор песни. Уже к февралю 2020 он набрал свыше 45 миллионов просмотров. Он представляет собой видео, в котором Билли в белой одежде сидит на белой лавочке в того же цвета пустой комнате и поёт саму песню, практически не совершая никаких телодвижений. Примерно на 35 секунде видеоклипа об Айлиш тушит сигарету посторонняя рука, выглядывающая справа от певицы. По прошествии времени о неё начинают тушить сигареты сразу множество рук, появляющихся из разных сторон. В итоге клип заканчивается тем, что Билли встаёт с лавочки и уходит из поля зрения.

В музыкальном видео она, как бы, изображает потребителя ксанакса, который очень популярен среди наркопотребителей. Вероятнее всего, видеоряд призван подчеркнуть опасность, которую представляет собой ксанакс: Билли толком не подаёт вида, что о неё тушат сигареты, а этот популярный наркотик так же незаметно проникает в жизнь человека и разрушает её.
«Просыпаясь на закате, они опаздывают на каждую вечеринку и никогда не извиняются. Сейчас они очень пьяны, чтобы танцевать. По утрам им плохо, и их прекрасные головки болят. Они очень плохо учатся, делают те же ошибки, виня жизнь», – поёт 17-летняя Айлиш о людях, потребляющих алпразолам.

## Творческая группа
When We All Fall Asleep, Where Do We Go?.
- Кейси Куайо — ассистент по миксингу, персонал студии
- Джон Гринхэм — мастеринг, персонал студии
- Роб Кинельски — миксинг, персонал студии
- Билли Айлиш О’Коннелл — вокал, композиция, текст
- Финнеас О’Коннелл — продюсер, композиция, текст

## Чарты
| Чарт (2019)                                    | Высшая позиция |
| ---------------------------------------------- | -------------- |
| Австралия (ARIA)                               | 10             |
| Канада (Billboard Canadian Hot 100)            | 26             |
| Эстония (Eesti Ekspress)                       | 6              |
| Франция (SNEP)                                 | 189            |
| Германия (GfK)                                 | 78             |
| Ирландия (IRMA)                                | 99             |
| Италия (FIMI)                                  | 91             |
| Латвия (LAIPA)                                 | 6              |
| Литва (AGATA)                                  | 6              |
| Нидерланды (Single Top 100)                    | 48             |
| Новая Зеландия (Recorded Music NZ)             | 22             |
| Норвегия (VG-lista)                            | 35             |
| Португалия (AFP)                               | 34             |
| Швеция (Sverigetopplistan)                     | 32             |
| США (Billboard Hot 100)                        | 35             |
| США Alternative Digital Song Sales (Billboard) | 16             |

## Сертификации
| Регион | Сертификация | Продажи |
| --- | ------------ | ------- |
| Канада (Music Canada) | Золотой      | 40 000  |
| * Данные о продажах приведены только на основе сертификации. · Данные о продажах + прослушиваниях приведены только на основе сертификации. |              |         |

## История релиза
| Регион    | Дата          | Формат                     | Лейбл               | Ист.   |
| --------- | ------------- | -------------------------- | ------------------- | ------ |
| Различный | 29 марта 2019 | Цифровая загрузка стриминг | Darkroom Interscope | [ 28 ] |